# Jardin du Palais Royal
Der Jardin du Palais Royal ist eine große Parkanlage im 1. Arrondissement von Paris. Sie wurde 1633 angelegt und ist als Jardin remarquable ausgezeichnet.

## Lage und Namensursprung
Der Park ist von vier arkadenartigen Galerien umgeben: Galerie de Montpensier im Westen, Galerie de Beaujolais im Norden, Galerie de Valois im Osten und Galerie du Jardin im Süden.

## Geschichte
Der Garten wurde vom Kardinal Richelieu gewollt, um den Palais Royal zu schmücken und vom königlichen Gärtner, Pierre Desgotz, gestaltet. Palast und Garten wurden nach dem Tod des Kardinals Ludwig XIII. vermacht und die königliche Familie ließ sich dort nieder. Das heutige Aussehen mit Galerien und Alleen erhielt er durch Charles X.

## Besonderheiten

### Statuen
Zwischen 1900 und 1945 standen in dem Garten eine Vielzahl von Statuen, von denen heute nur noch zwei erhalten sind:

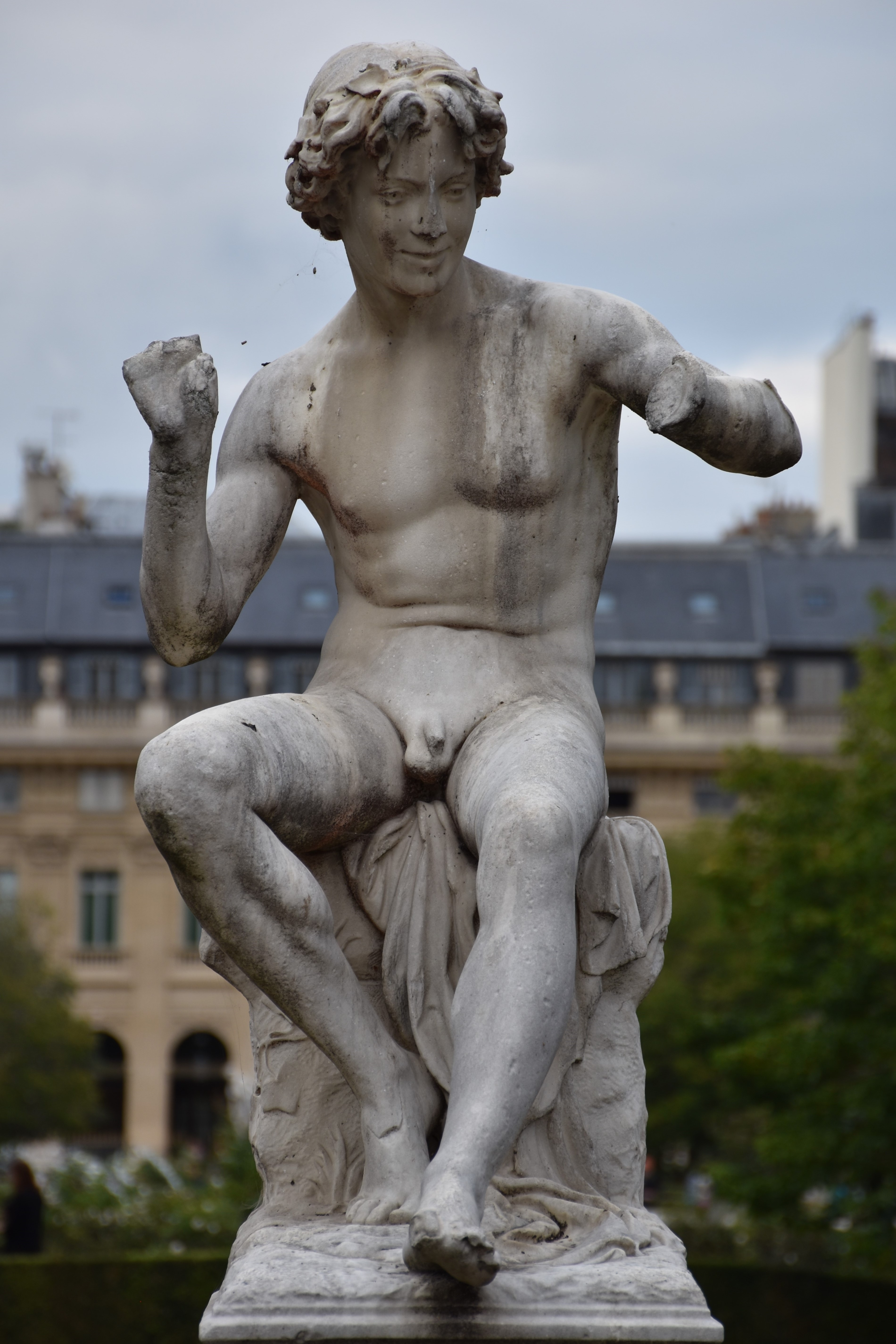
Martial Adolphe Thabard, Le Charmeur de serpent (1875)
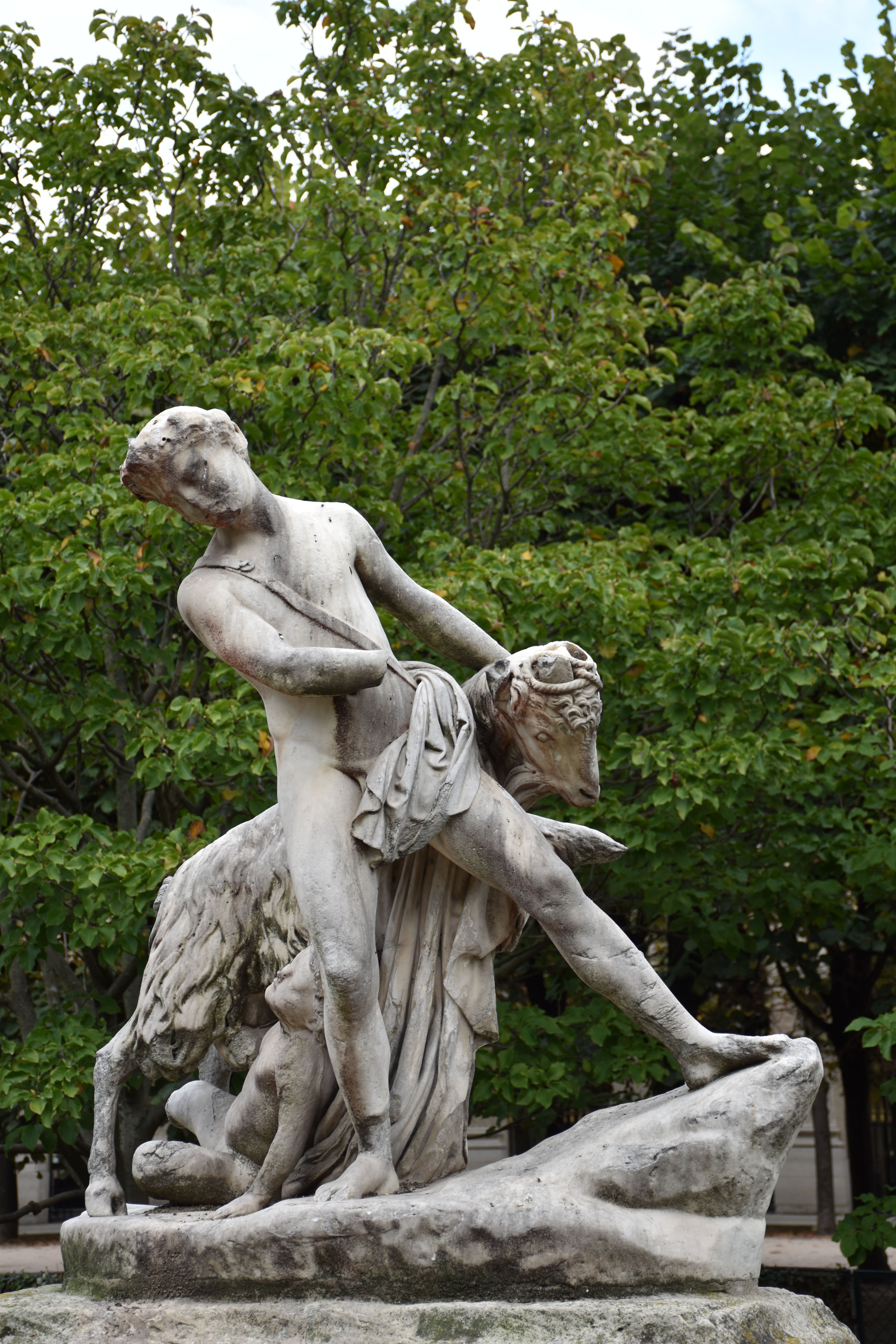
Paul Le Moyne, Le Pâtre et la chêvre (1830)

- Le Charmeur de serpent, errichtet um 1830
- Le Pâtre et la Chèvre, errichtet um 1830
- Monument à Victor Hugo, Marmor von Auguste Rodin, errichtet 1909; steht heute im Musée Rodin
- Statue de Camille Desmoulins, Bronze von Eugène-Jean Boverie, errichtet 1905; 1942 abgebaut und eingeschmolzen im Zusammenhang mit Mobilisation des métaux non ferreux[A 1]
- Am Eingang zum Garten Les Deux Plateaux oder Colonnes de Buren[1]

### Le petit canon

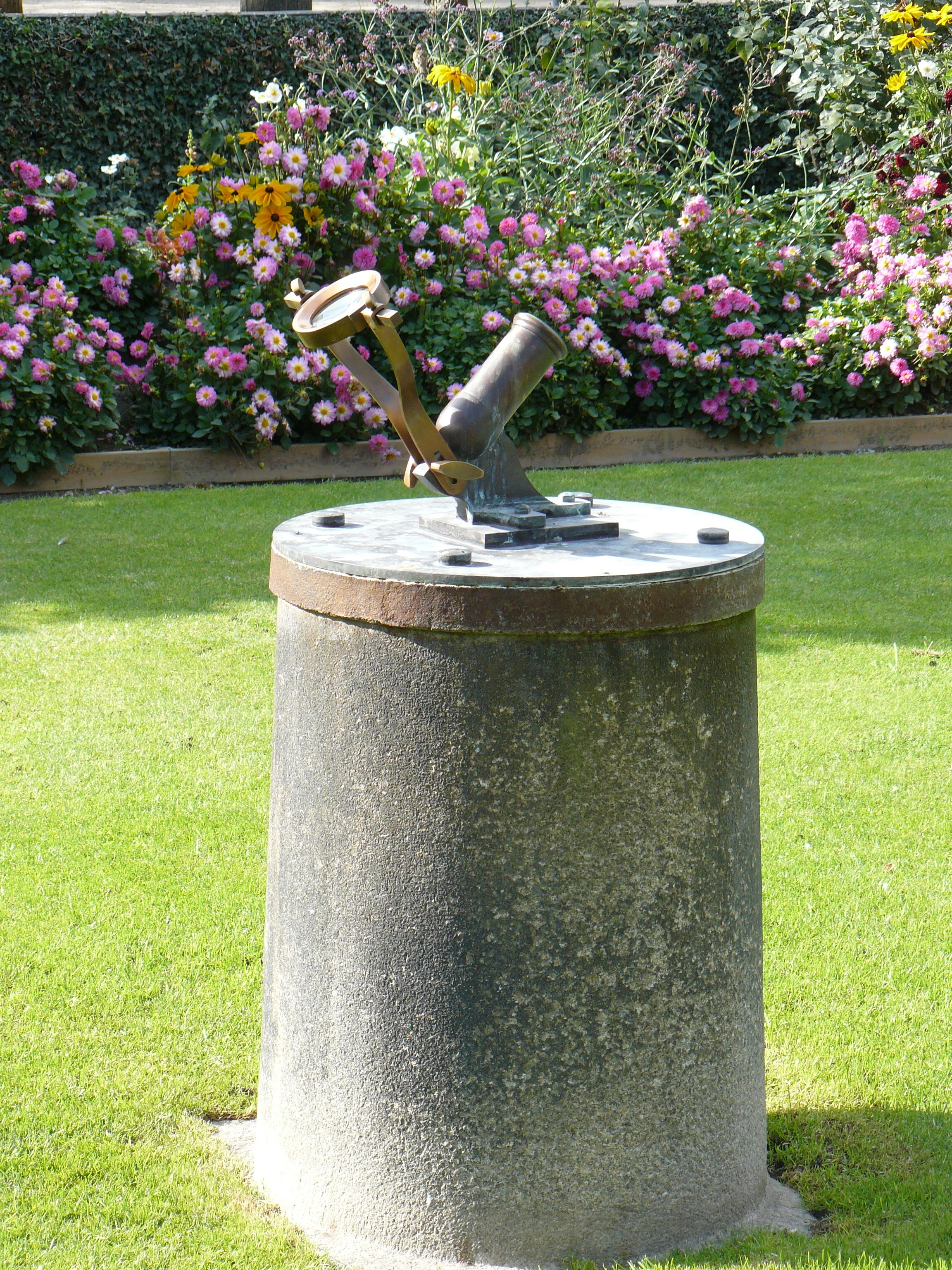
Le petit canon, 2009

1785 erfand Sieur Rousseau, ein Ingenieur für mathematische Instrumente und Uhrmacher, der ein Geschäft in der Beaujolais-Galerie hatte, eine Kanonenuhr. Sie wurde 1786 auf Anordnung des Duc d’Orléans gegenüber von Rousseau Laden aufgestellt und auf den Meridian von Paris ausgerichtet. Dank einer Lupe entzündeten die Sonnenstrahlen einen Docht, der das Pulver in der Kanone sonnigen Tagen von Mai bis Oktober entzündete und somit zur Mittagszeit einen Knall auslöste. Dies diente dazu, die Uhren in Paris auf die genaue Zeit einzustellen. Auf dem Sockel stand der Spruch: Horas non numero nisi serenas (Nur die glücklichen Stunden zählen.) 1799 wurde sie weiter südlich (in die Nähe der Colonnes de Buren) verlegt, wo sie noch heute steht.
Ab 1816 oder 1826 war die Zeit, die vom Mittagsweiser am Palais Royal angezeigt wurde, nicht mehr die offizielle Zeit in Paris. Zu jener Zeit galt in der Tat die durchschnittliche Sommerzeit von Paris (die Zeit der Uhren) und ersetzte damit die Zeit, die an der Sonnenuhr abgelesen wurde. 1891 wird die mittlere Zeit des Medianwerts von Paris auf ganz Frankreich ausgedehnt. 1911 wird es verboten, sich nach der petit canon zu richten, denn Frankreich hat die GMT angenommen.
1990 wird die Kanone restauriert und beginnt wieder, mittags zu donnern. Doch damit muss sie wieder aufhören, wegen des Plan Vigipirate. Als sie 1998 gestohlen wird, wird eine Nachbildung aufgestellt. 2011 entscheidet das französische Kulturministerium, die ursprüngliche Funktion wieder herzustellen aber ohne die Auslösung per Sonnenstrahl. Jedoch gibt es einen Beauftragten, der jeden Mittwoch um 12 Uhr einen Schuss abgeben muss.

### Weitere Besonderheiten
- In dem Garten steht ein Wallace-Brunnen.
- Am 15. Dezember 1934 wurde von der tschechoslowakischen Gemeinde in Frankreich eine Gedenktafel in der Galerie von Valois zum Andenken an die tschechoslowakischen Freiwilligen angebracht, die am 22. August 1914 „(um) an der Seite Frankreichs die Freiheit der Nationen (zu) verteidigen und die nationale Unabhängigkeit wieder (zu) erlangen“.[A 2][6] Die Tafel soll daran erinnern, dass sich zwei tschechische Vereine in Paris, der Sokol von Paris und der Sozialistische Verein Rovnost, vor einem tschechischen Restaurant im Garten, wo sie ihre Versammlungen abhalten, in der Absicht zusammenkamen, Frankreich im Krieg zu helfen. Dies führte zur Verpflichtung von mehreren hundert Freiwilligen in der Fremdenlegion für die Dauer des Krieges.[7]

### Filme, die hier gedreht wurden
- 1963: Charade von Stanley Donen
- 2015: Le Grand Jeu von Nicolas Pariser
- 2018: Baron noir, TV-Serie
- 2018: Dix pour cent, TV-Serie
- 2018: Mission: Impossible – Fallout von Christopher McQuarrie

### Anmerkung
1. ↑  Auch in Frankreich wurden ab 1941 von der Deutschen Besatzung Metalle eingesammelt und eingeschmolzen; vgl. Metallspende des deutschen Volkes.
2. ↑  Originaltext: «défendre aux côtés de la France la liberté des nations et recouvrer l’indépendance nationale»